# San Miguel de Sema (ort)
San Miguel de Sema är en ort i Colombia.   Den ligger i departementet Boyacá, i den centrala delen av landet, 110 km norr om huvudstaden Bogotá. San Miguel de Sema ligger 2 605 meter över havet och antalet invånare är 647.
Terrängen runt San Miguel de Sema är kuperad åt sydost, men åt nordväst är den platt. Terrängen runt San Miguel de Sema sluttar norrut. Runt San Miguel de Sema är det ganska tätbefolkat, med 60 invånare per kvadratkilometer. Närmaste större samhälle är Chiquinquirá, 15,1 km nordväst om San Miguel de Sema. I omgivningarna runt San Miguel de Sema växer i huvudsak städsegrön lövskog.